# Villerable
Villerable település Franciaországban, Loir-et-Cher megyében. Lakosainak száma 490 fő (2022. január 1.). Villerable Crucheray, Huisseau-en-Beauce, Marcilly-en-Beauce, Naveil, Nourray, Sainte-Anne és Vendôme községekkel határos.

## Népesség
A település népessége az elmúlt években az alábbi módon változott:
| Lakosok száma | 321  | 433  | 499  | 489  | 542  | 526  | 520  | 507  | 498  | 490  |
|               | 1968 | 1982 | 1990 | 2006 | 2013 | 2015 | 2017 | 2019 | 2020 | 2022 |